# Membrana nuclear

Estructura de la membrana nuclear

La membrana nuclear o carioteca és la membrana doble del nucli que conté el material genètic a les cèl·lules eucariotes. Separa els continguts del nucli (ADN en particular) del citosol.
Nombrosos porus nuclears són presents a la membrana nuclear per tal de facilitar i regular l'intercanvi de materials (per exemple, proteïnes i ARN) entre el nucli i el citoplasma.